# Norrköping (comune)
Norrköping è un comune svedese di 129 867 abitanti, situato nella contea di Östergötland. Il suo capoluogo è la città omonima. Al momento della riforma del governo locale del 1971, la città di Norrköping è stata unita con il comune rurale di Skärblacka formando un nuovo comune di tipo unitario. Nel 1974 è stato aggiunto il comune rurale di Vikbolandet. Il numero di unità governative locali originali (al 1863) che si trovano nell'attuale comune è 26.
La Transportstyrelsen (Agenzia dei trasporti svedese) ha la sua sede a Norrköping, comune di Norrköping. Quando esisteva la Luftfartsverket (amministrazione dell'aviazione civile), la sua sede principale era a Norrköping.

## Località
Nel territorio comunale sono comprese le seguenti aree urbane (tätort):
- Åby
- Åselstad
- Ensjön
- Herstadberg
- Jursla
- Kimstad
- Krokek
- Lindö
- Ljunga
- Norrköping
- Norsholm
- Öbonäs
- Östra Husby
- Simonstorp
- Skärblacka
- Strömsfors
- Svärtinge
- Vånga

## Amministrazione

### Gemellaggi
- Esslingen am Neckar
- Klaksvík
- Kópavogur
- Linz
- Odense
- Riga
- Tampere
- Trondheim